# Fred Karno
Fred Karno (egentligen Frederick John Westcott), född den 26 mars 1866, död den 18 september 1941, var en av de mäktigaste teatercheferna inom Storbritanniens music hall-underhållning. 
Karno föddes i Exeter, England. Han var en pionjär inom slapstickkomedin, till exempel "uppfann"  han pajen-i-ansiktet-skämtet. Bland de komiker som arbetat för Karno märks Charlie Chaplin och Stanley Jefferson (som senare skulle bli känd som "Halvan" i Helan och Halvan). Dessa var en del av det som skulle komma att kallas för "Fred Karno's Army", en fras som fortfarande används i Storbritannien när man syftar på en kaotisk grupp eller organisation.
När filmen och biografen slog igenom, minskade intresset för music hall drastiskt. Karno fann sig bankrutt 1926, och hans fru Edit, som han varit separerad från sedan 1904, dog året efter i diabetes. Tre veckor senare gifte Karno om sig med sin älskarinna Marie Moore.
Karno dog av diabetes vid 75 års ålder.
Hans husbåt Astoria, på Themsen vid Hampton i Middlesex, används numera som musikstudio av David Gilmour i Pink Floyd.